# Xenofrea peculiaris
Xenofrea peculiaris es una especie de escarabajo longicornio del género Xenofrea, tribu Xenofreini, subfamilia Lamiinae. Fue descrita científicamente por Martins & Galileo en 2013.

## Descripción
Mide 6 milímetros de longitud.

## Distribución
Se distribuye por Brasil.